# Chris Nobel
Chris Nobel (Hellevoetsluis, 2 april 1993) is een Nederlands motorcoureur.

## Carrière
Na een beginjaar in de Suzuki SV CUP stapte Nobel in 2011 over naar de 600cc-motorfietsen. Na een jaar in de Talentcup 600, gevolgd door nog een jaar 600cc in de cup, maakte hij in 2013 de stap opwaarts naar de ONK SuperSport. Dit ging hem zo goed af dat hij het kampioenschap in de ONK & BeNecup Supersport van 2014 had kunnen binnenhalen, ware het niet dat Nobel samen met zijn naaste concurrent Davy Thoonen in de laatste bocht van de laatste wedstrijd van het seizoen onderuitging, waardoor de titel aan Rob Hartog ten deel viel. In 2015 revancheerde Nobel zich door de titel te behalen. Hierna werd de overstap naar de 1000cc-Superbikes gemaakt.
Op 26 mei 2016 kwam Nobel hard ten val. Hij ging samen met enkele anderen op het Belgische circuit Zolder onderuit over een oliespoor afkomstig van de Yamaha van Koen Zeelen.

## Tabel
| Seizoen | Competitie               | Eindstand in het kampioenschap | Aantal podiums |
| ------- | ------------------------ | ------------------------------ | -------------- |
| 2010    | Suzuki SV CUP            | 6e                             | 3              |
| 2011    | Talentcup 600            | 3e                             | 7              |
| 2012    | KNMV Cup 600             | 2e                             | 8              |
| 2013    | ONK SuperSport           | 6e                             | 2              |
| 2014    | ONK SuperSport           | 2e                             | 7              |
| 2015    | ONK & BeNecup Supersport | 1e                             |                |